# Triin Aljand
Triin Aljand (ur. 8 lipca 1985 w Tallinnie) – estońska pływaczka specjalizująca się w stylu motylkowym i dowolnym, wicemistrzyni Europy na dystansie 50 m stylem motylkowym z 2012 r. z Debreczyna.
W 2011 r. w Szczecinie zdobyła dwa medale na mistrzostwach Europy na krótkim basenie, dzięki tym osiągnięciom została wybrana najlepszą sportsmenką roku w Estonii.
Jest siostrą Marttiego, również pływaka i wnuczką Ulvi Voog – radzieckiej pływaczki.
Jest trzykrotną olimpijką z Aten, Pekinu i Londynu, lecz nie osiągnęła tam większych sukcesów.